# Anne de Rohan-Chabot
Pour les articles homonymes, voir Anne de Rohan.
Anne Julie de Rohan-Chabot, née en 1648 et morte le 4 février 1709 à Paris, est une aristocrate française. Membre de la Maison de Rohan, elle est la femme de François de Rohan-Soubise. C'est elle qui apporte la seigneurie de Soubise à la branche cadette des Rohan. Elle sera pendant un temps la maîtresse du roi Louis XIV. Elle est parfois appelée « Madame de Frontenay » car elle possédait le titre de dame de Frontenay.

## Biographie

### Famille
Fille d'Henri de Chabot et de sa femme Marguerite de Rohan, elle est la troisième de leurs cinq enfants. Le mariage de ses parents avait causé un grand scandale, Marguerite avait le rang de princesse étrangère en tant que membre de la Maison de Rohan ce qui avait obligé Louis XIV à émettre un décret pour lui permettre d'épouser Henri et de garder son rang à la Cour.
Sa famille fut autorisée à porter le nom de Rohan-Chabot, les Rohan étant sa famille maternelle.
Sa sœur cadette Jeanne Pélagie de Rohan-Chabot épouse le prince d'Épinoy, le grand-père paternel de Louis II de Melun, duc de Joyeuse et d'Anne-Julie-Adélaïde de Melun, future princesse de Soubise.

### Mariage
Le 17 avril 1663, alors qu'elle n'est âgée que de quinze ans, Anne épouse le lieutenant général François de Rohan. François était alors veuf. Il était le fils d'Hercule de Rohan, duc de Montbazon et de sa femme Marie d'Avaugour. Sa demi-sœur aînée Marie de Rohan, duchesse de Chevreuse, sera un personnage important durant la Fronde, évènement qui marqua profondément les esprits de l'époque. Elle est présentée à la Cour en 1665.
Anne est dame de Soubise de plein droit. En tant que telle, au moment de son mariage elle transmet le titre à son époux. Le couple portera les titres de prince et princesse de Soubise à partir de mars 1667, après l'élévation de Soubise au rang de principauté par lettres patentes du roi. Anne est également dame de Frontenay suo jure.
Elle reçoit une excellente éducation pour l'époque. Adolescente, elle est une femme dévouée à son mari, et elle jouit à l'époque d'une grande beauté, avec des cheveux roux, un teint pâle et frais et des yeux en amande. Connue sous le nom de la Belle Florice, elle maintient sa beauté en s'astreignant à un régime strict composé de poulet, salade, fruits, de quelques produits laitiers et d'eau, dans laquelle elle ajoutait parfois du vin.
Anne devient un temps la maîtresse de Louis XIV en 1669, lorsque ce dernier séjourne au château de Chambord dans lequel Anne était présente. À l'époque, les faveurs de Louis XIV étaient partagées entre Louise de La Vallière et « sa » future successeur  Madame de Montespan. Peu de temps plus tard, elle donne naissance à son second fils, Hercule-Mériadec de Rohan, futur prince de Soubise qui porte alors le titre de duc de Rohan-Rohan.
En janvier 1674, Anne devient « dame du palais » de la reine Marie-Thérèse d'Autriche et, cinq mois plus tard, elle donne à nouveau naissance. Il était alors de notoriété générale qu'Anne et le roi étaient amants. Elle donnera par la suite naissance à un nouveau fils Armand-Gaston-Maximilien de Rohan, dont on pense qu'il est le fils illégitime de Louis XIV et non pas celui de Monsieur de Soubise, mais que ce dernier a cependant reconnu. Si rien ne fut prouvé, Louis XIV n'en alloua pas moins une forte somme d'argent au mari complaisant, « en considération de ses services ». Dans les portraits de l'époque, la ressemblance entre Armand et le roi est manifeste. Le mari d'Anne devint rapidement riche.
Les relations du couple illégitime prennent fin en 1675 après avoir duré pendant pas moins de six ans. Dans le même temps, la relation entre Madame de Montespan et le roi prend fin.
Elle persuade son mari François de racheter l'hôtel de Guise aux héritiers de feue duchesse de Guise. Il fait l'acquisition de la propriété le 27 mars 1700 et le renomme « hôtel de Soubise ». Elle y meurt d'un rhume.

## Descendance
- Anne-Marguerite de Rohan, abbesse de abbaye de Jouarre (5 août 1664 – 26 juin 1721) sans descendance ;
- Louis de Rohan, prince de Rohan (11 mars 1666 – 5 novembre 1689) sans descendance ;
- Constance-Émilie de Rohan (1667 – ?) elle épouse Joseph Ier Rodriguez Tellez da Camara, avec qui elle a des enfants ;
- Hercule-Mériadec de Rohan, prince de Maubuisson, duc de Rohan-Rohan (8 mai 1669 – 26 janvier 1749) il épouse Anne-Geneviève de Lévis, avec descendance ; puis Marie-Sophie de Courcillon, sans descendance ;
- Alexandre-Mériadec de Rohan (19 juillet 1670 – 9 mars 1687) sans descendance ;
- Henri-Louis de Rohan, dit le « Chevalier de Rohan » (4 janvier 1672 – 30 juillet 1693) sans descendance ;
- Armand-Gaston-Maximilien de Rohan, dit le « cardinal de Rohan » (26 juin 1674 – 19 juillet 1749) Grand aumônier de France, fils supposé de Louis XIV ;
- Sophronie-Pélagie de Rohan (2 juillet 1678 – ?) épouse Don Alphonso Francisco de Vasconcellos, avec descendance ;
- Éléonore-Marie de Rohan, abbesse à Origny (25 août 1679 – 2 novembre 1753) sans descendance ;
- Maximilien-Gaston de Rohan (1680 – 23 mai 1706) meurt à la bataille de Ramillies, sans descendance ;
- Frédéric-Paul-Malo de Rohan (1682) sans descendance.